# Herresbach
Herresbach là một đô thị thuộc huyện Mayen-Koblenz, bang Rheinland-Pfalz, Đức. Dân số cuối năm 2006 là 464 người.